# Záblatí (Prachaticei járás)
Záblatí település Csehországban, a Prachaticei járásban. Záblatí Zábrdí, Prachatice, Buk, Kratušín, Volary és Zbytiny településekkel határos. Lakosainak száma 311 fő (2024. január 1.).

## Népesség
A település lakosságának változását az alábbi diagram mutatja:
| Lakosok száma | 2203 | 2067 | 1817 | 626  | 379  | 352  | 351  | 341  | 327  | 311  |
|               | 1869 | 1890 | 1921 | 1950 | 1980 | 2001 | 2017 | 2019 | 2022 | 2024 |